# Axos
Axos (en grec: Αξός) és un poble amb una comunitat circumdant del municipi de Réthimno, a Creta, Grècia. El 2011 la comunitat tenia una població de 424 habitants i el poble 385. S'hi troben restes de l'antiga ciutat d'Oaxo o Axo (en grec, Ὄαξος, Ϝάξος o Ἄξος).

## Història i arqueologia
El nom de la ciutat està documentat en tauletes micèniques de lineal B amb la forma e-ko-sota. Un primer assentament al sud-est de l'actual llogaret d'Axos es va construir en un pujol a 600 m d'altitud, en el període minoic tardà IIIC. A penes, però, s'han conservat restes d'aquesta primera època, tot i que alguns fragments de ceràmica mostren que va haver-hi presència durant l'Edat Fosca. Posteriorment va estar habitada des del període geomètric fins al període bizantí.
Les primeres excavacions, les feu al 1899  l'Escola Arqueològica Italiana. S'hi van trobar restes de ceràmica, gots de pedra, inscripcions i moltes figuretes de dones nues.
Al turó de damunt del llogaret d'Axos n'és l'acròpoli, on hi ha restes del mur que l'envoltava, així com l'Andrió, temple grec dedicat a la dea Afrodita Astarte i el pritaneu de la polis. També s'hi identificaren tombes antigues i incisions d'escrits antics en enormes pedres que són segurament lleis.
En fonts literàries antigues, Heròdot cita Axos com una ciutat important, en què regnava Etearc, pare de Frònima, la qual va tenir un fill al qual l'anomenaren Batos, que va exercir un important paper, segons la tradició, en la fundació de Cirene.
D'altra banda, s'esmenta en una llista de les ciutats cretenques citades en un decret de Cnossos de cap als anys 259-233 ae, així com en la llista de les ciutats cretenques que signaren una aliança amb Èumenes II de Pèrgam l'any 183 ae.
Es conserven monedes encunyades per Axos datades a partir de l'any 380 ae.
Al llarg de la història esmenten la ciutat els autors clàssics: Heròdot, Virgili, Ciceró, Estrabó, Esteve de Bizanci i Cristòfor Buondelmonti.
En les Argonàutiques d'Apol·loni de Rodes s'identifica Axo com el lloc on la nimfa Anquíale donà a llum els Dàctils de l'Ida, en una caverna de la muntanya Dikti.
En l'època romana i bizantina la ciutat va prosperar, i arribà a ser un important episcopat, amb moltes esglésies. També apareix citada en la llista de 22 ciutats de Creta del geògraf bizantí del segle VI  Hièrocles.